# Galaxias neocaledonicus
Galaxias neocaledonicus är en fiskart som beskrevs av Weber och De Beaufort, 1913. Galaxias neocaledonicus ingår i släktet Galaxias och familjen Galaxiidae. IUCN kategoriserar arten globalt som starkt hotad. Inga underarter finns listade i Catalogue of Life.